# Veracruz (Veracruz)
Veracruz („Wahres Kreuz“), umgangssprachlich auch Puerto de Veracruz, ist der wichtigste Atlantikhafen Mexikos am Golf von Mexiko mit 428.323 Einwohnern (2010), die jarochos genannt werden. Veracruz ist Verwaltungssitz des Municipio Veracruz und Zentrum der Zona Metropolitana de Veracruz. Die Stadt ist trotz des Namens nicht die Hauptstadt des Bundesstaates Veracruz, dies ist Xalapa-Enríquez.

## Geschichte

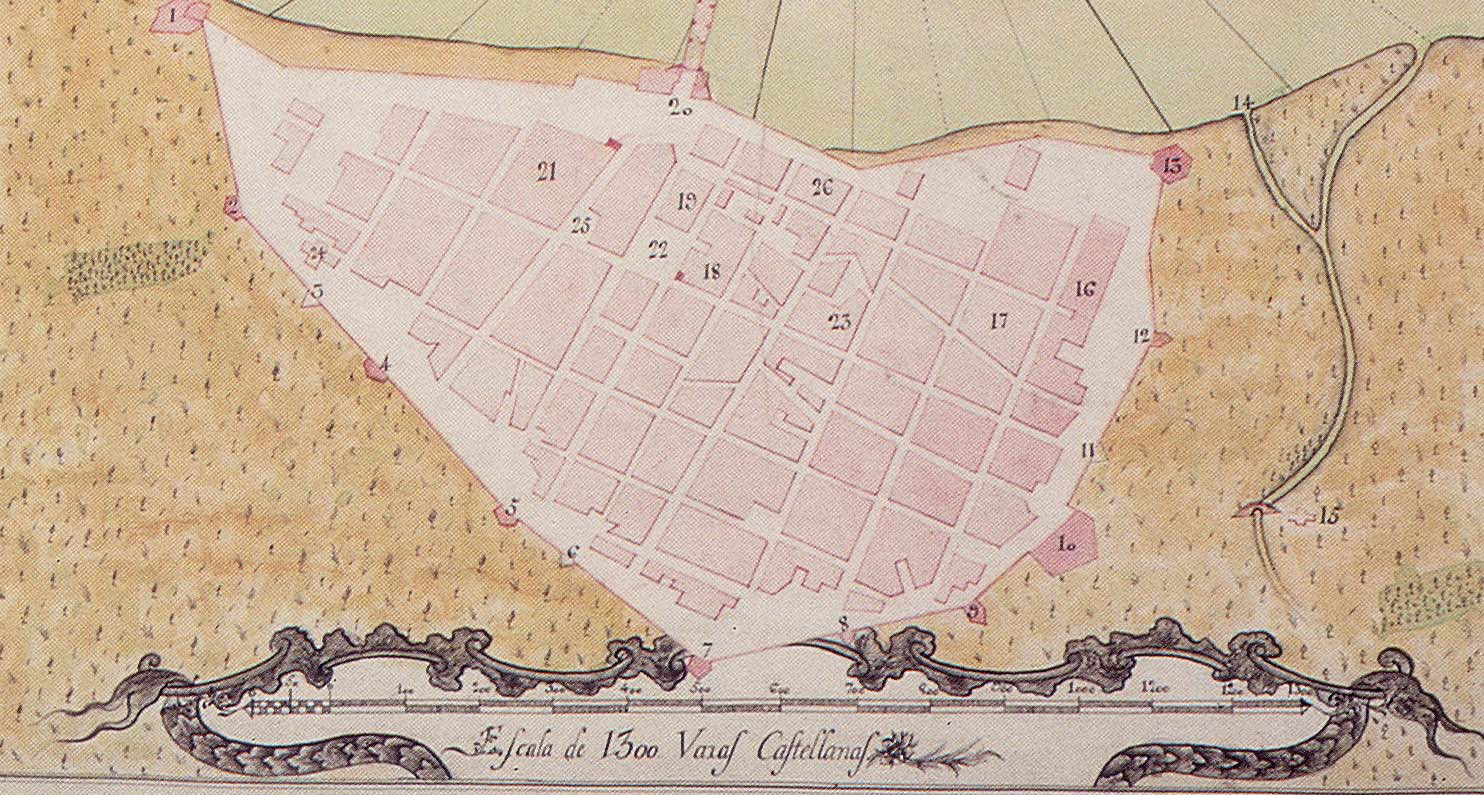
Veracruz 1777

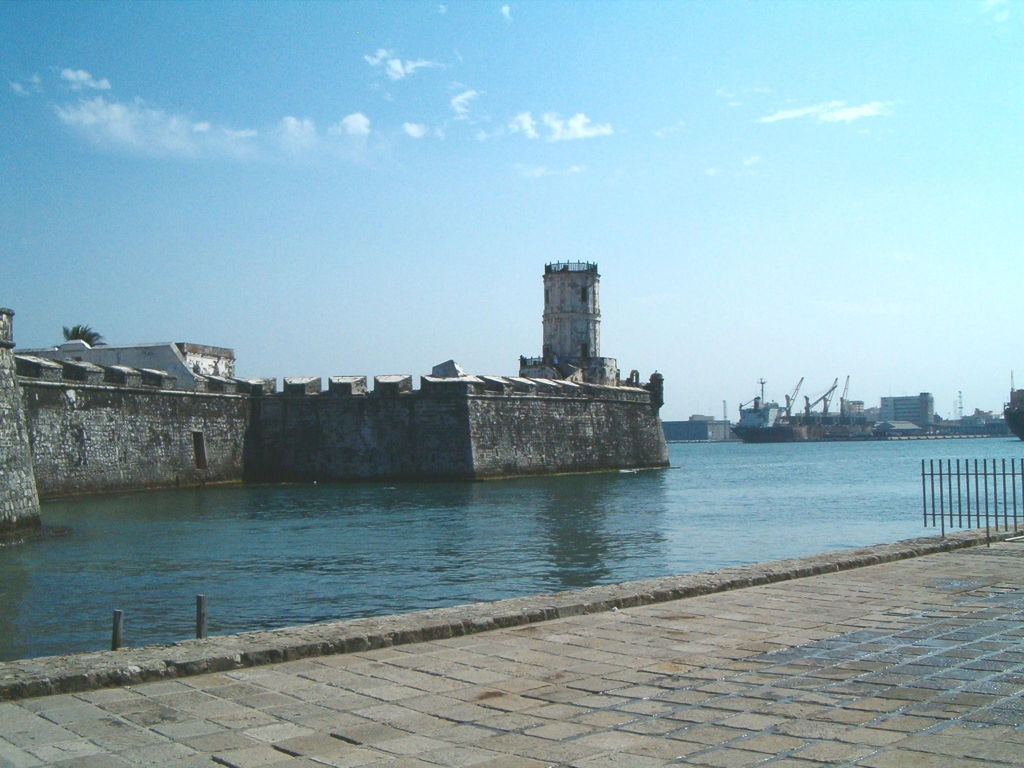
Festung San Juan de Ulúa

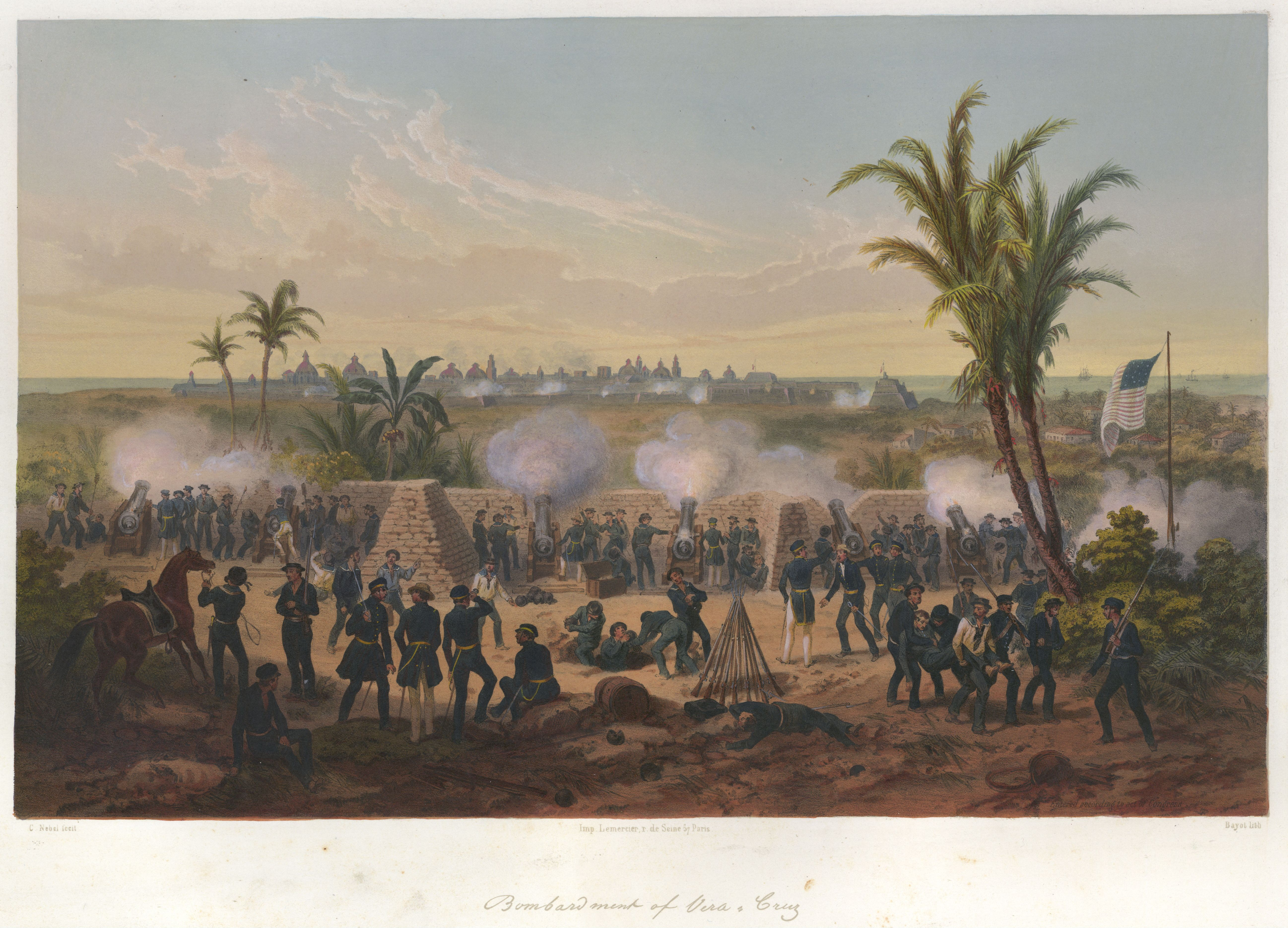
Die Belagerung von Veracruz im März 1847. Lithographie nach einem Gemälde von Carl Nebel

Die Stadt geht auf die älteste spanische Siedlung auf dem amerikanischen Festland zurück: Villa Rica de la Vera Cruz, am 22. April 1519 (einem Karfreitag, „Tag des Wahren Kreuzes“) von Hernán Cortés gegründet. Juan de Escalante war ab August 1519 der erste Bürgermeister und damit auch der erste Europäer in diesem Amt auf dem amerikanischen Festland. Den Spaniern wurde das Fußfassen an der Küste vor allem durch den Kaziken von Cempoala ermöglicht, der in die Geschichte als „der fette König“ eingegangen ist.
Das erste Veracruz lag nahe bei dem früheren totonakischen Ort Quiahuiztlan. Wegen der an dieser Stelle heftigen Nordwinde wurde die Siedlung 1525 nach Süden verlegt und der neue Ort La Antigua gegründet, das sogenannte zweite Veracruz. 1585 begann die Errichtung von San Juan de Ulúa, jener Festung, die sich heute gegenüber dem Hafen von Veracruz befindet. Um die Festung herum wurde das dritte, das heutige Veracruz errichtet. In der Nacht vom 17. auf den 18. Mai 1683 suchte der niederländische Pirat Laurens (Lorenz) de Graaf die mexikanische Stadt heim, versammelte die Dorfbewohner in der Kirche und plünderte und brandschatzte den Ort. Dieser Vorfall wurde von der überlebenden spanischen Administration am 18. Juni 1683 nach Madrid gemeldet. Um diese Zeit entstand das als Welthit bekannte mexikanische Volkslied La Bamba in der Stadt.
Das zweite und das dritte Veracruz waren Ausfuhrhäfen des mexikanischen Goldes und vor allem des Silbers nach Spanien. Die Edelmetalle waren die Grundlage der damaligen spanischen Weltmacht.
Während des Mexikanisch-Amerikanischen Kriegs (1846–1848) wurde die Stadt von der Flotte der Vereinigten Staaten besetzt.
Am 17. Dezember 1861 wurde Veracruz in der französischen Intervention in Mexiko von Truppen des spanischen Generals Juan Prim besetzt. Die mexikanischen Truppen und die Zivilbevölkerung zogen sich kampflos zurück und begannen die Stadt landseitig abzuriegeln. Am 8. und 9. Januar 1862 folgte die Landung der 2500 französischen Truppen von Napoleon III. und jener Englands. Dieses entsendete 800 Mann. Bald litten sie an Gelbfieber, dem schwarzen Erbrechen „vómito negro“. Nach kurzer Zeit lagen 335 Franzosen, 800 Spanier und eine unbekannte Zahl von Engländern in den Massengräbern.
Kurz nach dem Tampico-Zwischenfall wurde Veracruz am 21. April 1914 erneut von den USA eingenommen; die Besetzung von Veracruz dauerte bis zum 23. November des Jahres.

## Religion
Die Kathedrale von Veracruz wurde 1731 errichtet. 
Die Stadt ist Sitz des 1962 errichteten römisch-katholischen Bistums Veracruz. Seit 2006 ist Luis Felipe Gallardo Martín del Campo SDB Bischof der Diözese.

## Söhne und Töchter der Stadt
- Francisco Javier Clavijero (1731–1787), Schriftsteller
- Miguel Lerdo de Tejada (1812–1861), Politiker
- Adolfo Ruiz Cortines (1890–1973), Gouverneur von Veracruz und mexikanischer Präsident
- Fernando de Fuentes (1894–1958), Filmregisseur
- Margot Rojas Mendoza (1903–1996), Pianistin und Musikpädagogin
- Toña la Negra (1912–1982), Sängerin
- José Fernández Troncoso (1912–2001), Fußballspieler und -trainer
- Luis de la Fuente (1914–1972), Fußballspieler
- Mario Ruiz Armengol (1914–2002), Komponist, Pianist und Dirigent
- Emilio Ballado (1916–??), Boxer
- Carlos Carús (1930–1997), Fußballspieler
- Alicia Urreta (1930–1986), Komponistin
- Rosenda Monteros (1935–2018), Schauspielerin
- Joaquín Loyo Mayo (1945–2014), Tennisspieler
- Monica Frassoni (* 1963), Co-Vorsitzende der Grünen im Europäischen Parlament
- Hugo Guillermo Chávez (* 1976), Fußballspieler
- Irán Castillo (* 1977), Schauspielerin und Sängerin
- Ana de la Reguera (* 1977), Schauspielerin
- Melitón Hernández (* 1982), Fußballtorwart
- Claudia Sainte-Luce (* 1982), Autorin, Schauspielerin und Filmemacherin
- Dalia Hernández (* 1985), Tänzerin und Schauspielerin
- Matilde Ortiz (* 1990), spanische Wasserballspielerin
- César Ramírez (* 1990), Tennisspieler

## Klimatabelle
|                       | Jan    | Feb  | Mär  | Apr  | Mai  | Jun   | Jul   | Aug   | Sep   | Okt   | Nov  | Dez  |   |           |
| Mittl. Tagesmax. (°C) | 24,6   | 24,9 | 26,5 | 28,6 | 30,2 | 30,7  | 30,7  | 31,2  | 30,7  | 29,6  | 27,4 | 25,4 | ⌀ | 28,4      |
| Mittl. Tagesmin. (°C) | 18,4   | 18,6 | 20,6 | 23,0 | 24,6 | 24,6  | 23,8  | 24,1  | 23,8  | 22,9  | 21,0 | 19,1 | ⌀ | 22,1      |
|                       |        |      |      |      |      |       |       |       |       |       |      |      |   |           |
| Niederschlag (mm)     | 24,124 | 16,0 | 14,5 | 17,4 | 48,2 | 298,3 | 419,9 | 323,1 | 358,6 | 152,9 | 59,6 | 24,4 | Σ | 1.757,024 |
|                       |        |      |      |      |      |       |       |       |       |       |      |      |   |           |
| Regentage (d)         | 4,8    | 3,5  | 3,2  | 3,3  | 4,9  | 14,8  | 20,6  | 18,6  | 17,7  | 11,4  | 7,4  | 5,8  | Σ | 116       |

| 18,4 |

| 18,6 |

| 20,6 |

| 23,0 |

| 24,6 |

| 24,6 |

| 23,8 |

| 24,1 |

| 23,8 |

| 22,9 |

| 21,0 |

| 19,1 |

| 18,4 |

| 18,6 |

| 20,6 |

| 23,0 |

| 24,6 |

| 24,6 |

| 23,8 |

| 24,1 |

| 23,8 |

| 22,9 |

| 21,0 |

| 19,1 |